# Finčevec
Finčevec je naselje u Hrvatskoj u sastavu općine Svetog Petra Orehovca. Nalazi se u Koprivničko-križevačkoj županiji. 

## Zemljopis
Jugoistočno su Sveti Petar Orehovec, Orehovec, Selanec i Črnčevec, južno su Bogačevo, južno-jugozapadno su Bogačevo Riječko i Lukačevec, jugozapadno je Nemčevec, Barlabaševec, Fajerovec] i Donja Rijeka, zapadno su Dropkovec i Kostanjevec Riječki, sjeverozapadno su Gornja Rijeka, Deklešanec i Štrigovec, sjeverno-sjeverozapadno su Vukovec, Hižanovec i Vojnovec Kalnički, sjeverno-sjeveroistočno su Popovec Kalnički i Obrež Kalnički, sjeveroistočno su Borje, Šopron, Kalnik i Potok Kalnički, istočno je Vinarec.

## Stanovništvo
| broj stanovnika | 111   | 121   | 111   | 112   | 135   | 145   | 161   | 170   | 145   | 146   | 145   | 138   | 124   | 114   | 109   | 91    | 72    |
|                 | 1857. | 1869. | 1880. | 1890. | 1900. | 1910. | 1921. | 1931. | 1948. | 1953. | 1961. | 1971. | 1981. | 1991. | 2001. | 2011. | 2021. |